# Schwarz Dávid

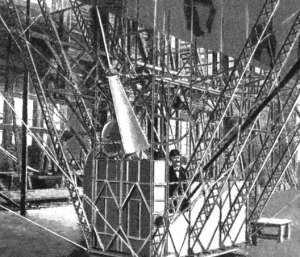
A gondola rögzítése Schwarz Dávid léghajóján

Schwarz Dávid (Keszthely, 1850. december 7. – Bécs, 1897. január 13.) technikus, a merev szerkezetű, könnyűfémből készült, kormányozható léghajó feltalálója. Találmányát halála után az özvegyétől vásárolta meg Zeppelin gróf, aki ezen léghajók révén vált világszerte ismertté, míg Schwarz neve lényegében feledésbe merült.

## Élete
Schwarz zsidó vallású szülők gyermekeként Keszthelyen született, azonban élete nagy részét Zágrábban töltötte, ahol fakereskedelemmel foglalkozott. Technika iránti vonzalma szakmájában is megmutatkozott: gépeket szerkesztett fakitermeléshez. 
Az 1880-as években kezdett el foglalkozni a kormányozható léghajó építésének gondolatával. Léghajóját a gumival impregnált ballonszövetnél ellenállóbb anyagból, egészen vékony alumíniumlemezből akarta felépíteni. Terveit Bécsben bemutatta az Osztrák–Magyar Monarchia hadügyminiszterének, ott azonban nem kapott támogatást. Ezután két évig Szentpéterváron dolgozott léghajóján, de amikor a felszállásra kitűzött határidő eredmény nélkül lejárt, a kincstár beszüntette a támogatását.
Oroszországból Berlinbe ment, itt ismerkedett meg Carl Berggel, egy alumíniumfeldolgozó üzem tulajdonosával, akit sikerült meggyőznie tervei kivitelezhetőségéről, és aki a későbbiekben egyrészt anyagilag, másrészt műszakilag támogatta a léghajó megvalósítását. Az alumínium ugyanis akkoriban még új anyag volt, viszont Carl Berg rendelkezett már tapasztalatokkal ezen új anyag feldolgozását illetően. 1895-től a Berlin melletti Tempelhofer Felden együtt dolgoztak az alumíniumból készült, rácsszerkezetű léghajó megvalósításán. 
1896 nyarára a léghajó készen állt a próbarepülésre. Szeptember 29-ére tűzték ki a nyilvános próbarepülés dátumát, melyre a német uralkodót is meghívták, aki azonban nem tudott eljönni. A repülést október 9-ére halasztották, ez azonban már a nyilvánosság kizárásával történt. A próbarepülés felemás eredményt hozott, mivel a léghajó megtöltéséhez a Vereinigte Chemische Fabriken csak gyenge minőségű gázt tudott szállítani, s a rossz minőségű hidrogénnek nem volt kellő felhajtóereje. A tesztek azonban bebizonyították, hogy a hajó működőképes és irányítható. A következő felszállást 1897 januárjára tervezték, azonban a feltaláló ezt már nem érte meg: 1897. január 13-án Bécsben szívelégtelenség következtében meghalt.
Schwarz halála után özvegye, Melanie vitte tovább Schwarz munkáját, annak érdekében, hogy egy valódi próbarepülés bebizonyítsa a léghajó használhatóságát. 1897. november 3-án történt meg az első tényleges felszállás, melynek szemtanúja volt Ferdinand von Zeppelin gróf is. Habár a repülés során 460 méteres magasságban az egyik propeller leállt, és a léghajó a földet érésnél emiatt komolyan megsérült, Schwarz léghajójáról a szakértők megállapították, „elgondolása bizonyítja, hogy megtalálták a fémből készült léghajó készítésének és kormányzásának módját”.

## Schwarz-féle léghajó

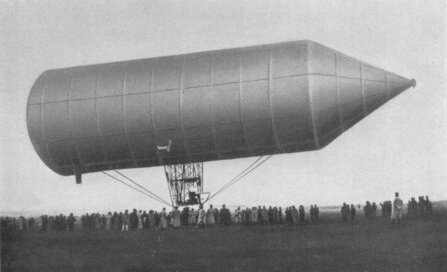
Schwarz-féle léghajó

A léghajó 38 méter hosszú és 12 méter átmérőjű, egyik végén kúpos, hengeres test volt, melynek rácsszerkezetű vázát 0,2 mm vastag alumíniumlapok borították. (Ez volt a világon az első héjszerkezetű légi jármű.) A 12 rekeszre osztott test térfogata 3605 m³ volt, a legnagyobb az addig építettek közül. A 4 darab 2 méter átmérőjű légcsavart az 505 kg tömegű, négyhengeres, 16 lóerős Daimler-motor hajtotta. A hajó tömege 3560 kg volt, maximális sebessége 25 km/óra lehetett, a próbarepülésen 460 méteres magasságba is tudott emelkedni. Képes volt egy embert és körülbelül 130 kg hasznos terhet szállítani.

## A találmány sorsa
Alumíniumváz alkalmazásával és a légcsavaroknak a léghajó testén való elhelyezésével új irányt adott a léghajózásnak.
Ferdinand von Zeppelin gróf Schwarz halála után egy évvel megvásárolta a feltaláló özvegyétől a találmányt, és Carl Berggel együttműködve megépítette az első „Zeppelin” léghajót, mely 1900 júliusában a Boden-tó partjáról felszállt. 25 év múlva Hugo Eckener kapitány egy Zeppelin-rendszerű léghajón 80 óra alatt Európából Amerikába repült.